# Dekanat Łódź-Olechów
Dekanat Łódź-Olechów – dekanat należący do archidiecezji łódzkiej. Jego obszar powiększył się na mocy dekretu ks. abp. Marka Jędraszewskiego, który dokonał reorganizacji dekanatów.
Nazwa dekanatu pochodzi od jednego z łódzkich osiedli (Olechów), położonego na obszarze Widzewa, w południowo-wschodniej części Łodzi. W skład dekanatu wchodzi 8 parafii (w tym 4 łódzkie i 4 podłódzkie):
- Parafia Najświętszej Maryi Panny Nieustającej Pomocy w Andrespolu
- Parafia Matki Boskiej Królowej Polski w Bedoniu
- Parafia Najświętszego Serca Jezusowego w Kurowicach
- Parafia Niepokalanego Poczęcia Najświętszej Maryi Panny w Łodzi-Andrzejowie
- Parafia św. Papieża Jana XXIII w Łodzi (osiedle Janów)
- Parafia św. Jana Ewangelisty w Łodzi (osiedle Olechów)
- Parafia św. Rafała Kalinowskiego (na osiedlu Wiskitno)
- Wola Rakowa, Parafia Miłosierdzia Bożego